# Diecéze arindelská
Diecéze Arindela je titulární diecéze římskokatolické církve.

## Historie
Arindela, ztotožnitelná s Khirbet-Gerandel v dnešním Jordánsku, je starobylé biskupské sídlo nacházející se v římské provincii Palestina III. Diecéze byla součástí Jeruzalémského patriarchátu a sufragánnou arcidiecéze Petra.
Dnes je využívána jako titulární biskupské sídlo; současným titulárním biskupem je Roberto Antonio Dávila Uzcátegui, emeritní pomocný biskup Caracasu.

## Seznam biskupů
- Theodorus (zmíněn roku 431)
- Macarius (zmíněn roku 536)

## Seznam titulárních biskupů
- 1764 – 1765 Benigno Avenati, B.
- 1819 – 1832 Ranald MacDonald
- 1859 – 1861 Juan Félix de Jesús Zepeda, O.F.M.
- 1864 – 1903 Isidore Clut, O.M.I.
- 1906 – 1909 William Anthony Johnson
- 1912 – 1921 Joseph Henry Conroy
- 1921 – 1956 Rafael Canale Oberti
- 1957 – 1961 Almir Marques Ferreira
- 1961 – 1975 Antônio Ribeiro de Oliveira
- 1976 – 1978 Michael Joseph Murphy
- 1979 – 1980 José Rafael Barquero Arce
- 1981 – 1986 Hildebrando Mendes Costa
- 1986 – 1992 Andrzej Józef Śliwiński
- od 1992 Roberto Antonio Dávila Uzcátegui